# Velika nagrada Milana
Velika nagrada Milana je bila dirka za Veliko nagrado, ki je potekala v sezonah 1926 in 1927 na dirkališču Autodromo Nazionale Monza, v sezonah 1936, 1937 in 1946 pa v milanskem parku Sempione. Med dirkači je najuspešnejši z dvema zmagama Tazio Nuvolari, ki je dosegel tudi dve od treh zmag Alfe Romeo na tej dirki, prav vse dirke pa so dobili tako italijanski dirkači kot tudi italijanski dirkalniki. 

## Zmagovalci
| Sezona | Dirkač              | Moštvo     | Dirkališče     | Poročilo |
| ------ | ------------------- | ---------- | -------------- | -------- |
| 1926   | Meo Costantini      | Bugatti    | Monza          | Poročilo |
| 1927   | Pietro Bordino      | FIAT       | Monza          | Poročilo |
| 1936   | Tazio Nuvolari      | Alfa Romeo | Parco Sempione | Poročilo |
| 1937   | Tazio Nuvolari      | Alfa Romeo | Parco Sempione | Poročilo |
| 1946   | Carlo Felice Trossi | Alfa Romeo | Parco Sempione | Poročilo |